# 中央迪納摩體育場
中央迪納摩體育場是莫斯科的一個已拆除的體育場，修建於1928年，可以容納36,540人。中央迪納摩體育場是莫斯科迪納摩足球俱樂部的主場球場，也是1980年奧運會足球比賽的場地之一。俄羅斯在這座球場的原址上修建了VTB球場。